# Mariette Hartley
Mary Loretta 'Mariette' Hartley (Weston (Connecticut), 21 juni 1940) is een Amerikaanse actrice.

## Biografie
Hartley werd geboren in Weston (Connecticut), een plaats in de county Fairfield County (Connecticut), als kleindochter van de psycholoog John Broadus Watson, de stichter van het behaviorisme. Mariette Hartley had zelf psychische problemen en schreef dit toe aan de opvoedingsmethoden van haar grootvader. Zij heeft gestudeerd aan de Carnegie Mellon University in Pittsburgh.
Hartley begon in 1962 met acteren in de film Ride the High Country, waarna zij in nog meer dan 130 rollen speelde in films en televisieseries. Naast het acteren op televisie heeft zij ook eenmaal op Broadway opgetreden, in 2003 speelde zij als understudy de rol als Fraulein Schneider in de musical Cabaret.
Hartley was in het verleden driemaal getrouwd, en in haar laatste huwelijk kreeg zij twee kinderen.

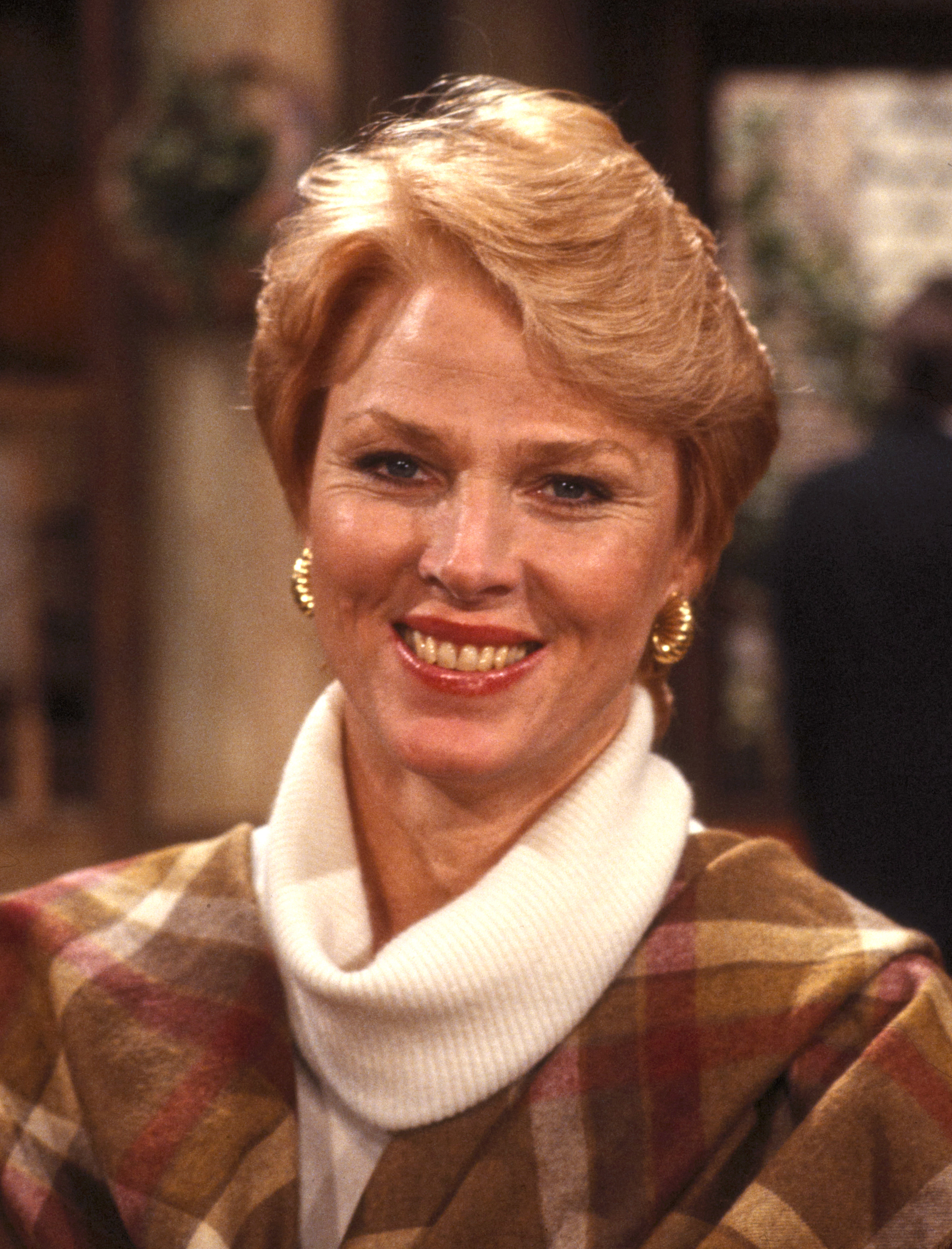
Mariette Hartley in 1987

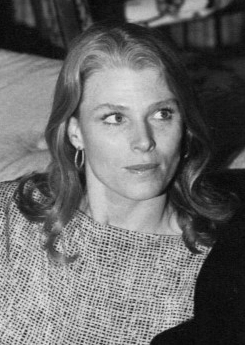
Mariette Hartley in 1977

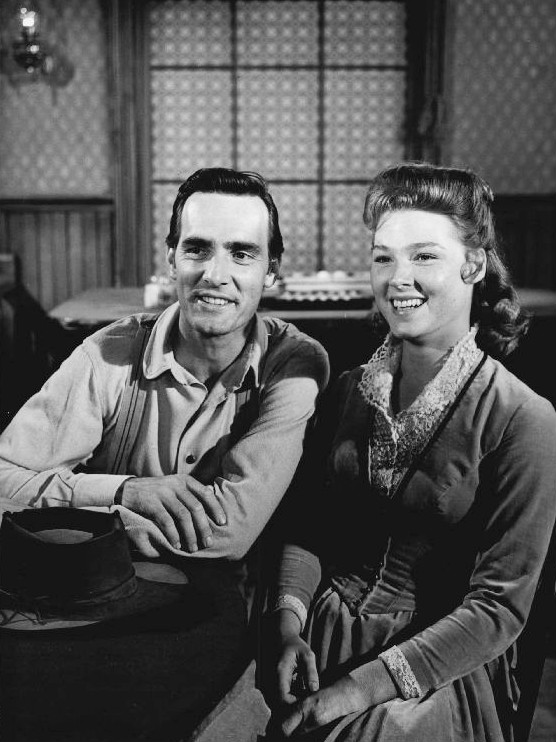
Hartley met Dennis Weaver in Gunsmoke in 1962

## Filmografie

### Films
Uitgezonderd korte films.
- 2022 Our Almost Completely True Story - als Mariette
- 2020 The Message - als Esther Barnes
- 2020 Escaping My Stalker - als Marnie
- 2017 Counting for Thunder - als Tina Stalworth
- 2016 Three Days in August - als Maureen
- 2016 Silver Skies - als Harriet
- 2015 Counting for Thunder - als Tina Stalworth
- 2009 The Inner Circle – als zuster Madeleine
- 2007 Love Is a Four Letter Word – als Audrey
- 2006 Novel Romance – als Marty McCall
- 2005 Meet the Santas – als Joanna
- 2003 Baggage – als Emily Wade
- 1996 Snitch – als Kinnison
- 1995 Falling from the Sky: Flight 174 – als Beth Pearson
- 1993 Perry Mason: The Case of the Telltale Talk Show Host – als dr. Sheila Carlin
- 1992 Child of Rage – als dr. Rosemary Myers
- 1992 Encino Man – als mrs. Morgan
- 1992 The House on Sycamore Street – als Kate Hamilton
- 1992 Diagnosis Murder – als Kate Hamilton
- 1990 Murder C.O.D. – als Sally Kramer
- 1989 Passion and Paradise – als Lady Oakes
- 1988 1969 – als Jessie
- 1986 My Two Loves – als Gail Springer
- 1986 One Terrific Guy – als mrs. Burton
- 1984 Silence of the Heart – als Barbara Lewis
- 1983 M.A.D.D.: Mothers Against Drunk Drivers – als Candy Lightner
- 1982 Drop-Out Father – als Katherine McCall
- 1982 O'Hara's Wife – als Harry O'Hara
- 1981 Improper Channels – als Diana Martley
- 1981 No Place to Hide – als Adele Manning
- 1980 The Secret War of Jackie's Girls – als Jackie
- 1980 The Love Tapes – als Barbara Welles
- 1979 Stone – als Dianne Stone
- 1978 Bride Of The Incredible Hulk - als Carolyn Fields
- 1977 The Last Hurrah – als Clare Gardiner
- 1977 The African Queen – als Rose Sayer
- 1976 The Killer Who Wouldn't Die – als Heather McDougall
- 1973 Genesis II – als Lyra-a
- 1973 Mystery in Dracula's Castle – als Marsha Booth
- 1972 Sandcastles – als Sarah
- 1972 The Magnificent Seven Ride! – als Arilla Adams
- 1972 Skyjacked – als Harriet Stevens
- 1971 Earth II - als Lisa Karger
- 1971 The Return of Count Yorga – als Cynthia Nelson
- 1970 Barquero – als Anna
- 1969 Marooned – als Betty Lloyd
- 1969 The Vendors – als hoer
- 1964 Marnie – als Susan Clabon
- 1963 Drums of Africa – als Ruth Knight
- 1962 Ride the High Country – als Elsa Knudsen

### Televisieseries
Uitgezonderd eenmalige gastrollen.
- 2018 9-1-1 - als Patricia Clark - 7 afl.
- 2015 - 2018 Fireside Chat with Esther - als Marie Antoinette - 10 afl.
- 2014 - 2015 The Comeback Kids - als moeder van Richie - 4 afl.
- 2003 – 2011 Law & Order: Special Victims Unit – als Lorna Scarry – 6 afl.
- 2008 Grey's Anatomy – als Betty Kenner – 2 afl.
- 2007 Dirt – als Dorothy Spiller – 2 afl.
- 2001 One Life to Live– als zuster Mary Daniel - 10 afl.
- 2001 Healthy Solutions with Mariette Hartley – als gaste - ? afl.
- 1998 To Have & to Hold – als Ellen Cornell – 8 afl.
- 1994 Heaven & Hell: North & South, Book III – als Prudence – 3 afl.
- 1990 – 1991 WIOU – als Liz McVay – 14 afl.
- 1983 – 1984 Goodnight, Beantown – als Jennifer Barnes – 18 afl.
- 1983 The Love Boat – als Martha Chambers – 2 afl.
- 1970 – 1973 The F.B.I. – als Jessica Bolling – 2 afl.
- 1973 Disneyland – als Marsha Booth – 2 afl.
- 1966 – 1967 The Hero – als Ruth Garret – 16 afl.
- 1965 – 1966 Peyton Place – als Claire Morton – 32 afl.
- 1964 My Three Sons – als Mary Kathleen Connolly – 2 afl.

- Bibsys: 14028089
- Biblioteca Nacional de España: XX1579416
- Bibliothèque nationale de France: cb14050417k (data)
- Gemeinsame Normdatei: 173932681
- International Standard Name Identifier: 0000 0000 5937 856X
- Library of Congress Control Number: n81093834
- Nationale Bibliotheek van Tsjechië: xx0152386
- Nationale Bibliotheek van Israël: 987007337263005171
- Nederlandse Thesaurus van Auteursnamen: 072865105
- Système universitaire de documentation: 120498707
- Virtual International Authority File: 51891818
- WorldCat: E39PBJpDJMHDT6hx4368FQ3G73